# A matter of facts
A matter of facts is een single van Dizzy Man's Band (DMB). Het is niet afkomstig van een van hun albums. DMB bracht in die tijd het album Luctor et emergo uit met serieuze popmuziek.
De single had daarop niet misstaan. Het is geschreven in de trant van de muziek van Chicago en Blood, Sweat & Tears met een uitgebreide blazersstem en een stevige gitaarsolo. A matter of facts van Jacques Kloes en Herman Smak was na Tickatoo het tweede grote succes van de DMB.
De B-kant Who is who is geschreven door Jacques Kloes alleen.

## Hitnotering
De verkopen van de Polydoruitgave in België vielen een beetje tegen ten opzichte van die van Nederland.

### Nederlandse Top 40
Alarmschijf
| Positie: | 18 | 10 | 8 | 5 | 5 | 8 | 14 | 24 | 39 | uit |

### NederlandseDaverende 30
| Positie: | 23 | 11 | 6 | 5 | 7 | 8 | 9 | 23 | uit |

### BelgischeBRT Top 30
| Positie: | 21 | 18 | 26 | - | 27 | uit |

### VlaamseUltratop 30
| Positie: | 25 | 18 | 18 | 29 | uit |